# Arturo Rodas
Arturo Rodas (Quito, 3 de marzo de 1954) es un compositor ecuatoriano naturalizado francés.

## Biografía
Estudió en el Conservatorio Nacional de Música de Quito en donde tuvo entre sus maestros a Patricio Pizarro. Lecciones privadas de composición con Gerardo Guevara. También se graduó en derecho en la Universidad Central del Ecuador. Entre 1978 y 1980 fue asistente del compositor francés José Berghmans en Quito y en París. En 1981, obtuvo en la École Normale de Musique de Paris su título de contrapunto superior bajo la tutela de Ginette Keller y en 1984 el título de composición con Yoshihisa Taïra. Siguió en 1983 un curso de composición con Luciano Berio que fue organizado por el centro Acanthes en Aix-en Provence. Ha realizado estudios de electroacústica con Mesías Maiguashca en el CERM de Metz y con Phil Wachsmann en Londres. En diversas instituciones de París (Collège de France, IRCAM, Conservatorio de París) asistió también a cursos y seminarios con Michèle Reverdy, Pierre Boulez, Gerard Grisey, Guy Reibel y Iannis Xenakis.
En 1984, al regresar a Ecuador algunas de sus obras orquestales fueron interpretadas por la Orquesta Sinfónica Nacional dirigida por Álvaro Manzano. Desde 1986 hasta diciembre de 1989 fue editor de la revista musical Opus. En Ecuador se convirtió en uno de los "compositores notables de las siguientes generaciones". John Walker escribe: "El Banco Central del Ecuador publicó en 1988 un disco doble con obras de Rodas como el volumen uno de la serie Compositores Ecuatorianos Contemporáneos. Las obras incluidas son Fibris así como también Arcaica, Clímax, Andino III, iOh....!, Mordente, Espacios Invertidos".
Desde fines de 1989 ha residido en Londres excepto el año escolar 1998 - 1999 que vivió en Roma. Sus obras han sido interpretadas en festivales y bienales de música contemporânea como Valencia, Paris, Buenos Aires, Londres, Riverside, Chicago, New York, La Habana, Cuenca, Caracas, Santiago (Chile), Roma, Quito. Ha sido también crítico, editor de la revista Opus y organizador de conciertos y festivales. "Arturo Rodas ha promulgado universal contemporaneidad en su país. Varias obras de este período, como la aleatórica Fibris (1986) fueron publicadas en Opus una revista musical que Rodas coeditaba." Algunas obras de Rodas son publicadas por Periferia de Barcelona y para el internet por Virtualscore de París.

## Estética
"En sus obras hay diversos referentes: autóctono-experimental (Andino I - Andino IV, Laúdico); polifonía de masas sonoras (Entropía, Arcaica); aleatorismo (Fibris, Ramificaciones Temporales); experimentación formal pura (Obsesiva, La, Melodías de Cámara). Estos referentes se unifican desde el comienzo de su carrera (Fibris, Clímax, Gúilli gu). En obras posteriores hay una facilidad de lenguaje que oculta la complejidad de factura (24.5 Preludios para Piano, las Fugas Atonales y la ópera instrumental El árbol de los pájaros)."
Audio: Pan comido Suite de 4 movimientos, para piano y CD. Pianista: Francis Yang

## Obras
| Año     | Obra | Descripción                                        | Información adicional | Duración                      |
| ------- | --- | -------------------------------------------------- | --- | ----------------------------- |
| 1980    | Andino para flauta | Música solista (flauta)                            | - Estreno: Gudrun Birgisdottir, Sala Debussy-Ravel de la Sacem (Sociedad de autores y compositores de música), París - Pieza retirada del catálogo por el compositor | 5'                            |
| 1981    | Entropía para orquesta | Música orquestal                                   | - Finalista: Concurso internacional Max Deutsch, París. 9.09.1983 - Lectura: Orchestre de L'Ille de France. Director, Alexandre Myrat | 10': 30"                      |
| 1982    | Andino II para flauta | Música solista (flauta)                            | - Estreno: Guillermo Portillo, Auditorium de la UNESCO, París 1982 - Tocada en varios países por Luciano Carrera y Guillermo Portillo | 9': 55"                       |
| 1983    | Andino III para flauta | Música solista (flauta)                            | - Estrenada en Györ-Hungría en 1984 - Tocada en varios conciertos y grabada por Luciano Carrera (ver discografía) | 10'                           |
| 1983    | Presencias | Música instrumental (piano a cuatro manos)         | - Estreno: Chantal y Giselle Andranian; Auditorio Cité Internationale des Arts, París. 1983 - También tocada por Jacqueline Puleio y Pierre Deschamps en el Purcell Room del South Bank Center de Londres. 1988. - Partitura perdida | 7'                            |
| 1983    | Tres piezas para guitarra | Música solista (guitarra)                          | Estreno: Raymond Gratien, Auditorio de la Cité International des Arts, París. 1983 | 8'                            |
| 1984    | Arcaica concierto para percusión y orquesta | Música orquestal                                   | - Estreno: Pablo Valarezo y la Orquesta Sinfónica Nacional del Ecuador (OSN) dirigida por Álvaro Manzano. Teatro Sucre de Quito. Octubre 17.1985 - Presente en dos discos (ver discografía) - Radiodifundida por Radio 3 de la BBC de Londres. Noviembre de 1990 | 15 '                          |
| 1984    | Mordente para cuarteto de clarinetes | Música instrumental                                | - Estreno: clarinetistas de la orquesta de la Academia de Budapest, Sala de conciertos de Györ-Hungría. Verano de 1984 - Grabada por Miguel Jiménez (ver discografía) | 6': 54"                       |
| 1985    | Clímax para orquesta | Música orquestal                                   | - Estrenada por la OSN dirigida por Álvaro Manzano - Grabada en disco (ver discografía) | 13': 42"                      |
| 1985    | Espacios Invertidos para percusión | Música solista (percusión)                         | - Estreno: Pablo Valarezo en un concierto dedicado a obras de Rodas en el Teatro Sucre de Quito, 1985 - Tocada también por Arauco Yépez en el Museo Nacional de Bellas Artes de Bs Aires. 29.07.2001 - Grabada en disco (discografía) | 7': 52"                       |
| 1985    | Ramificaciones Temporales, para clarinete y artes visuales - compuesta para la primera Coloritura (color y partitura) de la pintora Ana Placencia | Música solista (multimedia)                        | Estreno: Miguel Jiménez tocando directo de la coloritura. Teatro del Municipio de Quito, 1986 | 20' - {\displaystyle \infty } |
| 1985    | Güilli Gu instalación operística para orquesta y artes visuales - compuesta para la segunda coloritura de Ana Placencia.                          | Música orquestal (multimedia)                      | - Grabación de la música: OSN del Ecuador. Director Álvaro Manzano. - Estreno de la música en concierto, Orquesta Gran Mariscal de Ayacucho. Director: Marcos Carrillo. Teatro Teresa Carreño, Caracas. 14.11.2004 - Parte visual presentada en Quito (CCE 1986), Cuenca (Bienal de Internacional de Pintura 1986) y otros escenarios. - La obra total no ha sido presentada. | 6 ' - {\displaystyle \infty } |
| 1986    | Fibris para orquesta | Música orquestal                                   | - Estreno: OSN del Ecuador dirigida por Álvaro manzano. Teatro Sucre. Quito, 12.05.1989. - Grabada en disco LP (ver discografía) | 10':13"                       |
| 1986    | ¡ Oh... ! para trompeta. | Música solista (trompeta)                          | Estreno: John Schroeder. Goethe Institut, Santiago de Chile. 21.10.1989. | 5':30"                        |
| 1987    | Melodías de Cámara para orquesta de cámara | Música orquestal (cámara)                          | | 11'                           |
| 1987    | ¡ Oh... ! para piano | Música solista (piano)                             | - Grabada por Christo Iliev (ver discografía) - Estreno: Estreno: Gary Barnett. Margaret Comstock Hall, Universidad de Louisville. 4.06.1999 | 11': 30"                      |
| 1987    | Obstinado para violoncello | Música solista (violoncello)                       | - Estreno: Carlos Nozzi. Salón dorado, Teatro Colón de Buenos Aires. 15.09.1988 - También tocada por Bárbara Mader Auditorio de Las Cámaras, Quito. 28.06.1991 | 6'                            |
| 1987    | Obsesiva, para narrador, electroacústica y orquesta                                                                                               | Música orquestal (electroacústica)                 | Estreno: OSN dirigida por Álvaro Manzano. Teatro Nacional Sucre. Quito. 27.05.1988 | 12'                           |
| 1987    | Introitus para orquesta y coro | Música orquestal (coral)                           | | 5'                            |
| 1988    | Kyrie para cantantes solistas, coro y orquesta | Música orquestal (coral)                           | | 4'                            |
| 1988    | La para coro y orquesta | Música orquestal (coral)                           | | 8'                            |
| 1989    | A, B, C, D para cuarteto de cuerdas | Música instrumental                                | | 13'                           |
| 1990    | Había una vez para orquesta de cámara y coro | Música orquestal (coro)                            | | 11'                           |
| 1991    | Andante para saxofón, piano y percusión | Música instrumental                                | | 12'                           |
| 1992    | Obstinado II para violoncello | Música solista (violoncello)                       | | 9'                            |
| 1992    | Andino IV para flauta | Música solista (flauta)                            | Estreno: Robert Aitken. St James's Church Piccadilly de Londres. 23 de septiembre de 1993, | 14 '                          |
| 1992    | Espacios Invertidos II para percusión | Música solista (percusión)                         | | 7': 30"                       |
| 1993    | Mordente II para recitante y cuarteto de clarinetes                                                                                               | Música instrumental (multimedia)                   | - poema de Diego de Jesús Flores-Jaime | 12'                           |
| 1996    | Lieder para percusión | Música solista (percusión)                         | Estreno: Alonso Mendoza Moreno. Bolívar Hall de Londres. 4.11.96 | 13'                           |
| 1997    | Full Moon Business para orquesta de cámara | Música orquestal (cámara)                          | Estreno: Ensamble de cámara del Intitute für Neue Musik dirigido por Johannes Schöllhorn. Konzertsaal Musikhochschule de Friburgo. 9.06.1997 | 14'                           |
| 1999    | 24.5 Preludios para piano | Música solista (piano)                             | Estrenos a cargo de: - Gary Barnett (preludios 1-21) en diversos escenarios de los Estados Unidos de América y otros países del mundo - Samir Elghoul (preludios 22-24) Bolívar Hall de Londres - Francis Yang, quien ha estrenado y tocado la versión integral en París, Londres, Cuenca y Quito | la integral: 56'              |
| 2001    | Bailecito para cinta | Música electroacústica                             | - programa radial South American Breakdown 4 Oct 2002. Montreal, Canadá - programa radial / internet Flying Ears, Sounding Minds: Fifty Years of Electroacoustic Music from Latin America también dirigido por Ricardo Dal Farra, 25.11.2004 Montreal | 5'                            |
| 2001    | Fermez les yeux svp para cinta | Música electroacústica/multimedia                  | - Estreno: Instituto Pierre Schaeffer en el Auditorio de la Villette (Conservatorio de París). 2001 - tocada en varios países y festivales. - Versión para CD y cine (realizado por Rupert Davies-Cooke en 2004). Versión estrenada en el Battersea Arts Center de Londres. 11.2004 | 5':58"                        |
| 2001    | El llanto del disco duro para cinta | Música electroacústica                             | | 6': 20"                       |
| 2002    | Buñuelos para trompeta | Música solista (trompeta)                          | | 10'                           |
| 2002    | Mandolínico para mandolina | Música solista (mandolina)                         | Hay una transcripción para guitarra realizada por el compositor | 6': 15"                       |
| 2002    | Laúdico para laúd: - 1. Largo - 2. Allegretto | Música solista (laúd)                              | - Estreno: Taro Takeuchi. Wandsworth Arts Festival de Londres. 25.10 2002 - Hay una transcripción para guitarra del compositor | 4': 50"                       |
| 2002-03 | El árbol de los pájaros ópera para la voz de los instrumentos                                                                                     | instrumental (multimedia)                          | - conformada por 41 piezas: 26 para diferentes instrumentos, 5 para 3 trompetas, 8 electroacústicas (Bestiario) y 2 mixtas. - no hay un libreto literario, hay en su lugar un libreto "arquitectónico" realizado por el compositor. - Estreno Cuen-k ensamble dirigido por Jorge Oviedo. Museo de Arte Moderno de Cuenca el 14.02.2008 (ver detalles en la página El árbol de los pájaros de Wikipedia) - Versión instalación llamada El libro de la orquesta estrenada en por Quito bajo la batuta de Gerald Brown. Centro Cultural Metropolitano. 07.07.2004 | 2h - {\displaystyle \infty }  |
| 2002    | Tutti frutti (obertura de El árbol de los pájaros)                                                                                                | Música solista piano / electroacústica /multimedia | - Estreno: Francis Yang. Battersea Arts Center, Londres, 06.11.2003 - tocada luego en varios países por Francis Yang y Gary Barnett | 10': 37"                      |
| 2003    | Finale (última pieza de El árbol de los pájaros)                                                                                                  | Música solista chelo / electroacústica /multimedia | - Estreno: Maylin Sevila, Sala García Caturla, Teatro Amadeo Roldán de la Habana, Cuba 06.10.2003 | 5': 24"                       |
| 2003    | Il était une fois para coro | Música coral                                       | - para el proyecto Una aventura de compositor de Magali Pelletier | 3'                            |
| 2003    | sol-fa-mi-re-e-do-o-la para coro | Música coral                                       | - para Una aventura de compositor | 3': 15"                       |
| 2003    | Ejercicio para piano y DVD | Música solista / electroacústica                   | - basada en la melodía Chola cuencana de Rafael Carpio Abad | 4'                            |
| 2004    | Pan Comido (Piece of cake) suite de 4 piezas para piano y cinta                                                                                   | Música solista/electroacústica/multimedia          | - Estreno de las 3 primeras piezas: Max Lifchitz en la iglesia de Christ & St Stephen de New York. 27.10.2003 - Estreno de la cuarta pieza: Francis Yang. Bienal Internacional de Pintura de Cuenca (Museo de Arte Moderno). 07.2004 - Versión cinematográfica de Rupert Davies-Cooke titulada Life Class 2005 estrenada por Francis Yang en Quito, en la Musicoteca del Banco Central del Ecuador el 17.02.2007 | 12'                           |
| 2005    | Organillo para órgano | Música solista (órgano)                            | Estreno: Luis Caparra, Iglesia de San Juan Bautista, Buenos Aires, 17.09.2005 Festival Encuentros | 7'                            |
| 2007    | Ta-i-a-o-a para soprano pregrabada y cinta | Música vocal/electroacústica/multimedia            | - Versión para cine de Rupert Davies-Cooke titulada The Walk - Estreno: Musicoteca del Banco Central del Ecuador, Quito. 17.01.2007 | 7': 10"                       |
| 2007    | Reflejos en la Noche para piano | Música solista                                     | Estreno: Musicoteca del Banco Central del Ecuador, Quito. 17.01.2007 | 4': 30"                       |
| 2007    | Anónimo para cuarteto de vientos | Música instrumental                                | - Estreno: Ensamble SurPlus, Friburgo dirigido por James Avery - Publicada por Periferia Música | 4': 23"                       |
| 2007    | Papeleo sin fin para contratenor | Música vocal                                       | | 4': 30"                       |
| 2008    | Ricercare para 3 percusiones | Música instrumental                                | | 10'                           |
| 2008    | Fuga Atonal I para oboe d'amore y piano | Música instrumental (duo)                          | Versión para oboe y piano del compositor | 6':30"                        |
| 2008    | Fuga Atonal II para cuarteto de cuerdas | Música instrumental                                | Publicada por Periferia Music | 9'                            |

## Distinciones
- 1980-84 Beca del Gobierno Francés.
- 1983-84 Beca de la École Normale de Musique de París.
- 1983 Concurso internacional de composición orquestal Max Deutsch, París.
- 1983 Beca del centro Acanthes para estudiar con Luciano Berio en Aix-en-Provence, Francia.
- 1989-90 Subvención de la UNESCO para escribir música.

## Discografía
| Año  | Obra | Intérpretes                                                        | Disco                                                                                            |
| ---- | --- | ------------------------------------------------------------------ | ------------------------------------------------------------------------------------------------ |
| 1986 | Güilli Gu, para orquesta | OSN* ( Orquesta Sinfónica del Ecuador) dirigida por Álvaro Manzano | Famoso, Disco 3200027, Ecuador                                                                   |
| 1987 | Arcaica, para percusión y orquesta. Con obras de: M. Estévez, G. Guevara, D. Luzuriaga y M. Maiguashca                                                       | OSN dirigida por Álvaro Manzano                                    | Ifesa (LP 301-0293), Ecuador                                                                     |
| 1988 | Arcaica, para percusión y orquesta | OSN dirigida por Álvaro Manzano                                    | Ifesa (LP-388-0408)                                                                              |
| 1988 | Clímax, para orquesta | OSN dirigida por Álvaro Manzano                                    | Ifesa (LP-388-0408)                                                                              |
| 1988 | Mordente, para cuarteto de clarinetes | Miguel Jiménez                                                     | Ifesa (LP 338-0409)                                                                              |
| 1988 | Fibris, para orquesta | OSN dirigida por Álvaro Manzano                                    | Ifesa (LP-388-0408)                                                                              |
| 1988 | Espacios Invertidos, para percusión | Pablo Valarezo, percusión                                          | Ifesa (LP 338-0409)                                                                              |
| 1988 | Andino III, para flauta | Luciano Carrera, flauta                                            | Ifesa (LP 338-0409)                                                                              |
| 1988 | ¡ Oh... !, para piano | Christo Iliev, piano                                               | Ifesa (LP 338-0409)                                                                              |
| 2008 | Anónimo, para flauta, corno inglés, clarinete y violoncello. Con obras de: M. Maiguashca, J. Campoverde, P. Freire, L. Enríquez, E. Flores-Abad & M. Estévez | Ensamble SurPlus de Friburgo, Alemania, dirigido por James Avery   | Sumak (CD ordenado por Casa de la Cultura del Azuay y Bienal Internacional de Pintura de Cuenca) |
| 2008 | Pan Comido, suite para piano y cinta, 1.er. y 2.º movimientos                                                                                                | Francis Yang, piano                                                | Redasla, CD, código 3447972495, México                                                           |

## Escritos
- Rodas, Arturo. Análisis de la forma musical de Güilli Gu. Revista Cultura, Banco Central del Ecuador, vol IX no.26. Editada por Irving Iván Zapater, septiembre/diciembre de 1986: pp 387-402
- Rodas, Arturo. La hora de Mesías Maiguashca, Revista Opus N.º 15, septiembre de 1987: pp 17-19.
- Rodas, Arturo. Gerardo Guevara en la encrucijada musical, Revista Opus N.º 15, septiembre de 1987: pp 20-21. Reimpresión del artículo publicado en la revista Impulso 2000, noviembre de 1986.
- Luis H. Salgado en: Revista Opus No.31, Banco Central del Ecuador. Número monográfico editado por Arturo Rodas, enero de 1989.

### Partituras
- PERIFERIA Sheet Music. Editorial de música contemporánea.
- Virtualscore, casa editora musical para el internet, París.